# Tête raphaélesque éclatée
Tête raphaélesque éclatée est une huile sur toile surréaliste de Salvador Dalí réalisée vers 1951. La toile fait partie de la période de « mysticisme nucléaire » du peintre, dont elle est représentative.

## Contexte
Les explosions des bombes atomiques à Hiroshima et Nagasaki ébranlèrent « sismiquement » le peintre et impulsèrent une nouvelle source d'inspiration : la physique nucléaire. Il déclara alors être un « ex-surréaliste », bien que, selon Robert Decharnes et Gilles Néret, il le restât plus que jamais. La théorie atomique suppose une discontinuité fondamentale de la matière. La physique nucléaire expose que des particules élémentaires séparées par du vide se maintiennent en équilibre par le biais de forces, tout en formant à échelle macroscopique un ensemble cohérent. D'autre part, Dalí se rapprocha dans le même temps de la foi chrétienne et de la Renaissance Italienne. Il lia la corne de rhinocéros à la chasteté, à la Vierge Marie, dans un raisonnement mêlant la géométrie « divine » de la spirale logarithmique, la corne l'animal et la construction corpusculaire « de la plus violente rigueur » de la toile du maître hollandais Vermeer.
L'ensemble de ces éléments se retrouvent intimement imbriqués dans cette toile mettant également en œuvre un autre aspect de la peinture du maître : les images multiples.

## Description
Dans des tons ocre-gris, Dalí réalisa une image double pouvant être à la fois interprétée comme le portrait de Raphaël et l'intérieur d'un édifice romain, probablement le Panthéon – temple romain transformé en église catholique.
En second plan, l'intérieur du Panthéon est éclairé d'une lumière divine venant d'entre des nuages noirs. En premier plan, le visage de Raphaël est constitué d'une succession discontinue (d'après la théorie atomique) de cornes de rhinocéros disposées selon une spirale logarithmique.
Le fond de couleur gris-papier représente des schémas et des croquis. On y note en particulier des spirales montantes et un cercle surplombant le portrait.
Le plafond du Panthéon où entre la lumière solaire est également l'intérieur du crâne de Raphaël, suggérant une inspiration divine du maître du XVe siècle, impression renforcée par le cercle en qui surplombe son portrait, à la manière des auréoles des saints.